# Ciemięga (dopływ Bystrzycy koło Sobianowic)
Ciemięga (dawniej także Dyska) – rzeka czwartego rzędu, lewobrzeżny dopływ Bystrzycy o długości 40,31 km. Obok Czechówki to główna rzeka odwadniająca wschodnią część Płaskowyżu Nałęczowskiego.
Rzeka wypływa w miejscowości Motycz Leśny w gminie Konopnica (powiat lubelski) i początkowo płynie w kierunku północno-zachodnim. Po minięciu Miłocina zmienia kierunek na północny, a potem na wschodni. Płynąc dalej w tym kierunku mija miejscowości:, Moszna, Ożarów, Ługów, a w Sieprawicach przepływa pod drogą ekspresową S12/S17. Następnie przepływa obok wsi: Jastków, Snopków, Jakubowice Konińskie, Dys a we wsi Ciecierzyn przepływa pod drogą krajową numer 19. W dalszym biegu mija jeszcze miejscowości: Łagiewniki, Pliszczyn, Łysaków i w miejscowości Sobianowice wpada do Bystrzycy. Jej głównym dopływem jest Struga Tomaszowicka.